# Kyllinga nudiceps
Kyllinga nudiceps är en halvgräsart som beskrevs av Charles Baron Clarke och Paul Carpenter Standley. Kyllinga nudiceps ingår i släktet Kyllinga och familjen halvgräs. Inga underarter finns listade i Catalogue of Life.